# 太平县 (浙江省)
太平县，明朝时设置的县，即今浙江省台州市温岭市。
成化五年（1469年）十二月，以黄岩县的太平乡置，同时析乐清县之地益之，属台州府。有松门卫、新河千户所、隘顽千户所、楚门千户所。六巡检司：盘马、二山、蒲岐、沙角、小鹿、温岭（废）。清朝时，仍属台州府。1917年，改名为温岭县。